# Peñón del Teyú Cuaré
Al sur de San Ignacio, Provincia de Misiones, Argentina, pasando los terrenos de Gendarmería Nacional, se encuentra el camino  hacia el Teyú Cuaré (en guaraní: teýú, lagarto, kuaré, cueva; es decir: cueva del lagarto).
Avanzando por este camino nos encontramos con un gran campo de espartillo y un cautivante paisaje natural, a la derecha se verá el río Paraná y a la izquierda, el arroyo Yabebiry, llegando ya a su desembocadura.
Más adelante, este camino se abre en dos, hacia la derecha se accede al Parque Provincial "Teyú Cuaré" y hacia la izquierza, a un sector de población, donde nos encontramos en primer lugar, con la Capilla de "San Roque"; lugar tradicional de procesiones.
Unos kilómetros más adelante el camino vuelve a dividirse; hacia la izquierda nos dirigimos hacia la desembocadura del arroyo Yabebiry, conocido también como "La Boca" y hacia la derecha continuamos hacia el Cerro del Teyú Cuaré, antiguamente llamado "Reina Victoria", al cual puede accederse hasta su cima, por medio de escalones existentes a la vera del camino. Desde allí arriba el paisaje es indescriptible; miradores que dejan observar mezclas de verdes y agua, como así también la fauna de Misiones.
Al otro lado del Paraná, se encuentra la República del Paraguay, y observando el río se aprecia además una pequeña isla llamada popularmente como "La isla del barco hundido".
Estando ya en la cima del cerro (también llamado "Peñón del Teyú Cuaré") a 120 m de altura, se puede iniciar una caminata por la selva de unos 1500 m de longitud aproximadamente, viviendo una hermosa experiencia con la naturaleza, pudiendo accederse desde allí a la "Casa de Bormann" (en ruinas ya, vivienda construida en la selva con técnicas similares a la de las reducciones, en donde supuestamente vivió uno de los generales nazis escapados de Europa, Martin Bormann).

## El Parque Provincial «Teyú Cuaré»
Se creó con la finalidad de proteger un interesante afloramiento rocoso de singular valor paisajístico, sus cavernas naturales sirven de refugio a numerosas especies de murciélagos, su flora con especies muy localizadas, es un sitio de valor folklórico-histórico-cultural que ha servido de inspiración al escritor Horacio Quiroga; que se suma a las ruinas jesuíticas en sus cercanías. Es una estribación de la región premontañosa en la planicie ondulada cuyas geoformas son el producto del modelado fluvial, pertenece a la franja costera del río Paraná y se extiende desde el arroyo Yabebiry hacia el Norte y desde el Paraná hasta unos 20 km, hacia el interior siguiendo una franja más o menos uniforme hacia el Norte. El origen geológico es diferente al resto del suelo de Misiones. Existen en la zona cursos de agua temporarios que drenan hacia el Paraná y el arroyo Yabebiry. En cuanto a la vegetación, ésta es una zona de transición entre las selvas mixtas y el distrito de los campos, abarca también una pequeña porción del ambiente de las selvas marginales del Río Paraná. Este hecho también incide en la presencia de faunas con especies que pasan de un ambiente a otro buscando siempre el que le resulte más apropiado a sus necesidades biológicas básicas, alimentación, reproducción y abrigo.